# Antonius Henricus van der Boon Mesch

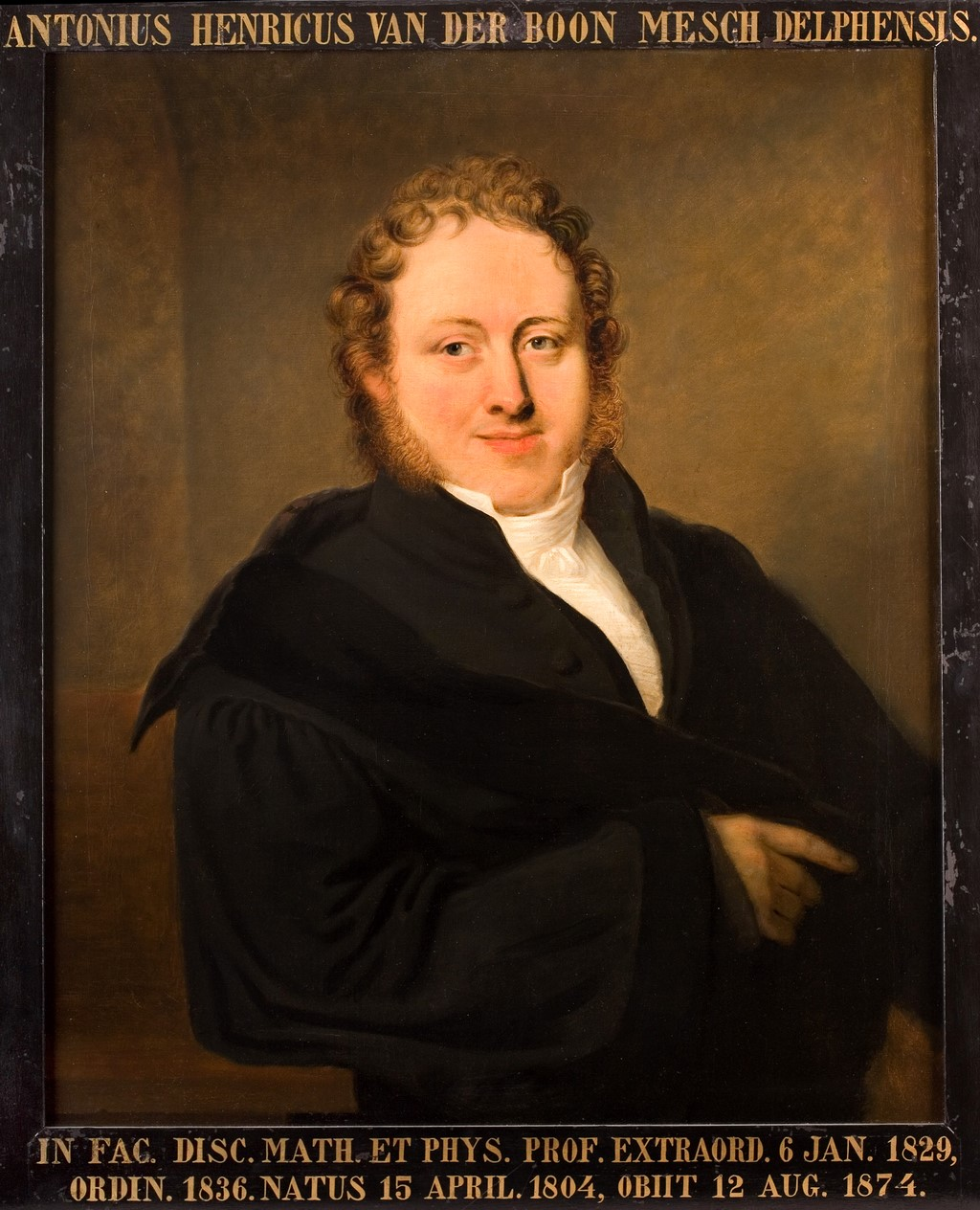
Antonius Henricus van der Boon Mesch

Antonius Henricus van der Boon Mesch auch: Anthony Hendrik Boon van der Mesch (* 15. April 1804 in Delft; † 12. August 1874 in Leiden) war ein niederländischer Chemiker und Agrarwissenschaftler.

## Leben
Der Sohn des Hendrik Carolus van der Boon Mesch und dessen Frau Elisabeth Jacoba van Braam, stammte aus einer Familie, die sich im Wissenschaftsleben der Niederlande im anfänglichen 19. Jahrhundert etablierte. Der Mediziner und Naturwissenschaftler Hendrik Carel van der Boon Mesch war sein älterer Bruder. Nach dem Besuch der Lateinschule seines Geburtsorts, hatte van der Boon Mesch eine Ausbildung durch einen Delfter Apotheker in Chemie erhalten. 1821 begann er ein Studium an der Universität Leiden. Nach fünf Jahren der Ausbildung beteiligte er sich an unterschiedlichen Preisausschreibungen, welche chemische und literarische Themen zum Inhalt hatten, und für welche er Goldmedaillen gewann.
1826 promovierte er mit der Abhandlung de montibus igne ardenlibus Insulae Javae corumdemque lapidibú zum Doktor der Naturwissenschaften, welche Arbeit auch in die deutsche Sprache übersetzt wurde. Im selben Jahr am 26. Juli wurde er Dozent für Naturwissenschaften, mit dem Lehrauftrag für Chemie und Industrie, in Leiden. Am 6. Januar 1829 berief man ihn zum außerordentlichen Professor der Chemie an der Universität Leiden, welche Aufgabe er am 24. Mai 1829 mit der Rede de Chymiae artibus conjunctae fine et officio antrat. Am 29. September 1836 wurde er per königlichen Beschluss zum ordentlichen Professor der Chemie. Sein Lehrauftrag umfasste die pharmazeutische, anorganische und organische Chemie.
Nachdem Gerard Wttewaall van Wickenburgh gestorben war, übernahm er die Vorlesungen zur Landwirtschaft und als Kaspar Georg Karl Reinwardt in den Ruhestand trat, übernahm er 1844 dessen Vorlesungen zur Chemie. Zudem beteiligte er sich auch den organisatorischen Aufgaben der Hochschule und war 1847/48 Rektor der Alma Mater. Diese Aufgabe legte er mit der Rede de rebus academicis nostra praesirtiem aetate justo pretio habendis nieder. Am 6. Oktober 1859 war er an der Einweihung des neuen chemischen Labors in Leiden mit einer Rede beteiligt. Am 30. September 1873 wurde er per königlichen Beschluss aus seiner Professur emeritiert, welchem Anliegen er am 1. Oktober des genannten Jahres nachkam.
Zudem war er Mitglied mehrerer Gelehrtengesellschaften seiner Zeit. 1833 wurde er außerordentliches Mitglied der Gesellschaft Diligentiain in Den Haag, zudem 1829 korrespondierendes Mitglied, 1843 Mitglied der ersten Klasse des königlichen niederländischen Institutes der Wissenschaften in Amsterdam und nach dessen Reorganisation Mitglied 1851 Mitglied der königlich niederländischen Akademie der Wissenschaften (Abteilung Naturkunde). Außerdem erhielt er die Auszeichnungen eines Ritters des Orden vom Niederländischen Löwen, zudem die Ehrung eines Kommandeurs und Großoffiziers des Orden der Eichenkrone. Sein Leichnam wurde in Delft beigesetzt.
Er war verheiratet mit Adriana Daniela Hermanna („Jeanne“) Mobachius Quaet (1812–1848).

## Werke (Auswahl)
Neben einigen Abhandlungen in den Fachzeitschriften und Journalen seiner Zeit, wurden von Boon Mesch auch eigenständige Werke publiziert.
- Commentatio ad quæstionem ab ordine philosophiae theorethicae et literarum humanorum in academia gandavensi (…). Gandavi 1824.
- Disputatio Geologica de incendiis montium igni ardentium insulae Javae, eorumsemque lapidibus. 1826 (books.google.de).
- Oratio de Chymicae artibus conjunctae fine et officio. Leiden 1829
- Leesboek der scheikunde met toepassing op kunsten en fabryken. 1831, 3. Bände.
- Redevoering over den voordeeligen invloed der natuurkundige wetenschappen op De Nijverheid. 1834, (books.google.de).
- Over den invloed der natuurkundige wetenschappen op de nijverheid. 1834
- Over de foeselolie. 1836
- Nederlandsche apotheek. 1851 (books.google.de).
- Over de beoefening der natuurkundige wetenschappen voor den landbouw in Nederland. 1846.
- Oratio de rebus Academicis nostra praesertim aetate, justo pretio hebendis. 1848.
- Levensbericht van Jhr. Mr. J.W. van Vredenburch. Md. (Middelburg?) 1850.
- De droogmaking van het Haarlemmer Meer. Haarlem 1855 (books.google.de).